# Kids’ Choice Awards (1992)
8-я ежегодная премия Nickelodeon Kids’ Choice Awards 1992 проводилась в 1992 году.

## Номинанты и исполнители для KCA 1992

### Ведущие
- Пола Абдул

## Номинации

### Телевидение
| - Билл Косби из Шоу Косби (Победитель) - Розанна Барр из Розанна (Победитель) | - Дуг (Победитель) |

### Фильм
| - Вупи Голдберг (Победитель) - Официальный сайт Nickelodeon Kids' Choice Awards 1992 |